# Dies irae (bande dessinée)
Pour les articles homonymes, voir Dies iræ (homonymie).
Dies irae est une série de bandes dessinées coscénarisée par Roger Seiter et sa femme Isabelle Mercier, et dessinée par Maxime Thierry.

## Résumé de l'histoire
Théo est jeune homme qui vit dans un quartier pauvre avec sa mère, son frère et sa sœur. Pour subvenir à leurs besoins, il a dû abandonner ses études et travaille en tant qu'apprenti-boulanger chez Sorbier, un homme tyrannique. Mais Théo a une passion : les livres. Un jour, il découvre un livre de magie chez Toszek, un ami brocanteur. Il décide donc de l'utiliser un créant un charme de chance qui va bouleverser sa vie.

## Les albums
1. Maléfices, mai 2003  (ISBN 2203392029)[1].
2. Sacrifices, novembre 2004  (ISBN 2203392118).